# Abajo el telón
Abajo el telón és una pel·lícula de comèdia musical mexicana de 1955 dirigida per Miguel M. Delgado i protagonitzada per Cantinflas, Christiane Martel i Beatriz Saavedra. Està doblada al català.

## Argument
Cantinflas treballa com a netejador de finestres. Se li presenta l'ocasió de netejar les finestres d'una famosa actriu francesa, Lulu Duval, que està actuant en un important teatre a la ciutat. En aquest instant l'apoderat artístic de l'actriu, Julián roba la seva més preuada joia, un collaret molt valuós. Cantinflas és acusat injustament perquè al moment es trobava netejant les finestres, encara que l'assistent i confident de l'actriu, Anita cregui en la seva innocència.

## Repartiment
- Cantinflas com Cantinflas
- Christiane Martel com Lulu Duval
- Beatriz Saavedra com Anita
- Alberto Catalá com asistent de Cantinflas
- Víctor Alcocer com comandant
- Tito Novaro com actor en teatre
- María Herrero com Secretaria
- Alejandro Ciangherotti com Julián
- Rafael Alcayde com cap de la banda criminal
- Miguel Manzano com Peralta
- Ernesto Finance com treballador del teatre